# Julia Boserup
Julia Boserup (nascida em 9 de setembro de 1991) é uma ex-tenista profissional norte-americana descendente de dinamarqueses. Começou a jogar aos seis anos, depois que sua mãe, nativa da Dinamarca, inscreveu-a em aulas de tênis. Ela estudou o ensino médio em casa, o que permitiu concentrar mais tempo em sua carreira tenística.
2017 foi o ano em que ela obteve os mais altos rankings: 80 em simples e 218 em duplas.
Mas as lesões também a acompanharam. Anunciou a aposentadoria em 2019, aos 26 anos, depois de fazer o último jogo no segundo semestre de 2018.